# Miano roztworu
Miano roztworu, T – sposób wyrażania stężenia stosowany w analizie ilościowej. Jest to liczba gramów substancji rozpuszczonej w 1 cm³ roztworu.
Miano roztworu opisu wzór:
{\displaystyle T={\frac {m_{s}}{V}},}
gdzie:
{\displaystyle m_{s}} – masa substancji rozpuszczonej w gramach,
{\displaystyle V} – objętość roztworu w cm³.